# Зиберт, Клаус
Кла́ус Зи́берт (нем. Klaus Siebert; 29 апреля 1955, Шлеттау, Саксония, ГДР — 24 апреля 2016, Альтенберг, Саксония, Германия) — восточногерманский биатлонист, серебряный призёр Олимпийских игр в Лейк-Плэсиде (1980) в эстафете, известный тренер по биатлону.

## Спортивная карьера
Считался одним из выдающихся немецких биатлонистов конца 1970-х годов. Трёхкратный чемпион мира, многократный призёр чемпионатов мира, обладатель Кубка мира 1978/1979 года. Являлся трёхкратным чемпионом ГДР на дистанции 10 км (1977, 1978, 1980) и двукратным — на дистанции 20 км (1978 и 1979). В составе эстафетной команды «Динамо» (Циннвальд) являлся шестикратным чемпионом ГДР (1975—1980).
На зимних Олимпийских играх в Лейк-Плэсиде (1980) в составе сборной ГДР стал серебряным призёром, за что он был награждён восточногерманским орденом «За заслуги перед Отечеством» 3-й степени.

## Тренерская карьера
В 1984 году начал тренерскую работу в юниорской сборной ГДР и возглавлял её до объединения Германии. С 1988 по 2002 год одновременно был личным тренером немецкого биатлониста Рикко Гросса. С 1994 по 1998 год на олимпийской базе Альтенберг тренировал среди других таких известных спортсменов, как Катя Бер, Карстен Пумп и Карстен Хейманн. Также до 2002 год был одним из тренеров национальной сборной Германии.
С 2002 по 2005 год был главным тренером сборной Австрии, сосредоточив основное внимание на улучшении показателей в стрельбе. С 2006 по 2008 год был главным тренером биатлонной сборной Китая, добившихся улучшения результатов спортсменов этой страны. Однако в 2008 году его контракт не был продлён, так как возник конфликт по поводу отбора спортсменов на Кубок Азии.
С 2008 года по 2014 год Зиберт работал тренером женской сборной Белоруссии по биатлону. Среди наиболее известных учеников Зиберта можно выделить четырёхкратную олимпийскую чемпионку, двукратную чемпионку мира Дарью Домрачеву, бронзового призёра Олимпийских игр — 2014, многократного призёра Кубка мира по биатлону Надежду Скардино. К наиболее значительным достижениям тренера можно отнести бронзовую медаль белорусских биатлонисток на зимних Олимпийских играх в Ванкувере (2010) и тремя золотыми медалями Дарьи Домрачевой в олимпийском Сочи.

## Награды
- Орден «За заслуги перед Отечеством» 3-й степени (1980, ГДР).
- Почётная грамота Совета Министров Республики Беларусь (3 апреля 2012 года) — за значительный личный вклад в развитие биатлона в Республике Беларусь, подготовку спортсменов международного класса[6].